# France 3
«Франс 3» (France 3) — 3-я программа Телевидения Франции, а также одноимённое анонимное общество (до 1992 года называлось «Франс Регион 3») вещавшее по ней с 6 января 1975 до 2010 года.

## Телевещательная деятельность компании «Франс 3»
Компания вела:
- С 6 января 1975 до 2010 года вещание по 3-му телеканалу - общегосударственному, информационному, общественно-политическому и художественному по системе «СЕКАМ», с 1992 года без межпрограммных дикторов, а с 2002 года - круглосуточно, с 31 марта 2005 года - также по системе «ДВБ-Т»;
- в 1992-1998 гг. совместно с «Франс 2»  - по кабельно-спутниковому телеканалу «Франс Сюпервизьон»;
- с 28 марта по 17 апреля 1994 года совместно с «Франс 2» утренние и дневные передачи по 5-му телеканалу (телеканал «Теле Амплуа» (Télé emploi));
- (бывшие области Овернь и Рона-Альпы)
  - в 1975-2010 гг. - местные тематические передачи по 3-му телеканалу в областях Овернь и Рона-Альпы
  - в 1975-2010 гг. информационные передачи по 3-му телеканалу, а в 1975-1986 гг. также по 1-му и 2-му телеканалам «12/13 Альп» и «19/20 Альп» в департаментах Изер, Савойя и Верхяя Савойя бывшего региона Рона-Альпы;
  - в 1975-2010 гг. информационные передачи по 3-му телеканалу, а в 1975-1986 гг. также по 1-му и 2-му телеканалам «12/13 Овернь» и «19/20 Овернь» в бывшем регионе Овернь;
  - в 1975-2010 гг. информационные передачи по 3-му телеканалу, а в 1975-1986 гг. также по 1-му и 2-му телеканалам «12/13 Рон-Альп» и «19/20 Рон-Альп» в департаментах Эн, Ардеш, Дром, Луара и Рона бывшего региона Рона-Альпы;
- (бывшие области Бургундия и Франш-Конте)
  - в 1975-2010 гг. - местные тематические передачи по 3-му телеканалу в регионах Бургундия и Франш-Конте;
  - в 1975-2010 гг. информационные передачи по 3-му телеканалу, а в 1975-1986 гг. также по 1-му и 2-му телеканалам «12/13 Бургундия» и «19/20 Бургундия» в регионе Бургундия;
  - в 1975-2010 гг. информационные передачи по 3-му телеканалу, а в 1975-1986 гг. также по 1-му и 2-му телеканалам «12/13 Франш-Конте» и «19/20 Франш-Конте» в бывшем регионе Франш-Конте;
- (области Бретань и Земли Луары)
  - в 1975-2010 гг. - местные тематические передачи по 3-му телеканалу в областях Бретань и Земли Луары;
  - в 1975-2010 гг. информационные передачи по 3-му телеканалу, а в 1975-1986 гг. также по 1-му и 2-му телеканалам «12/13 Бретань» и «19/20 Бретань» в бывшем регионе Бретань;
  - в 1975-2010 гг. информационные передачи по 3-му телеканалу, а в 1975-1986 гг. также по 1-му и 2-му телеканалам «12/13 Па-де-ля-Луар» и «19/20 Па-де-ля-Луар» в регионе Земли Луары;
- (бывшие области Верхняя Нормандия, Нижняя Нормандия, области Иль-де-Франс и Центр)
  - в 1975-2010 гг. - местные тематические передачи по 3-му телеканалу в областях Иль-де-Франс, Центр, Верхняя Нормандия и Нижняя Нормандия;
  - в 1975-2010 гг. информационные передачи по 3-му телеканалу, а в 1975-1986 гг. также по 1-му и 2-му телеканалам «12/13 Норманди Кан» и «19/20 Норманди Кан» в бывшем регионе Нижняя Нормандия;
  - в 1975-2010 гг. информационные передачи по 3-му телеканалу, а в 1975-1986 гг. также по 1-му и 2-му телеканалам «12/13 Норманди Руан» и «19/20 Норманди Руан» в бывшем регионе Верхняя Нормандия;
  - в 1975-2010 гг. информационные передачи по 3-му телеканалу, а в 1975-1986 гг. также по 1-му и 2-му телеканалам «12/13 Пари-Иль-де-Франс» и «19/20 Пари-Иль-де-Франс» в регионе Иль-де-Франс;
  - в 1975-2010 гг. информационные передачи по 3-му телеканалу, а в 1975-1986 гг. также по 1-му и 2-му телеканалам «12/13 Сентр-Валь-де-Луар» и «19/20 Сентр-Валь-де-Луар» в бывшем регионе Центр;
- (Прованс-Альпы-Лазурный берег и Корсика)
  - в 1975-2010 гг. - местные тематические передачи по 3-му телеканалу в областях Прованс-Альпы-Лазурный берег
  - в 1975-2010 гг. информационные передачи по 3-му телеканалу, а в 1975-1986 гг. также по 1-му и 2-му телеканалам «12/13 Корс» и «19/20 Корс» в регионе Корсика;
  - в 1975-2010 гг. информационные передачи по 3-му телеканалу, а в 1975-1986 гг. также по 1-му и 2-му телеканалам «12/13 Кот-д'Ажур» и «19/20 Кот-д'Ажур» в департаментах Приморские Альпы и Вар региона Прованс-Альпы-Лазурный Берег;
  - в 1975-2010 гг. информационные передачи по 3-му телеканалу, а в 1975-1986 гг. также по 1-му и 2-му телеканалам «12/13 Прованс-Альп» и «19/20 Прованс-Альп» в департаментах Буш-де-Рон, Воклюз, Альпы-Верхний Прованс региона Прованс-Альпы-Лазурный Берег;
- (Эльзас)
  - в 1975-2010 гг. - местные тематические передачи по 3-му телеканалу в области Эльзас;
  - в 1975-2010 гг. информационные передачи по 3-му телеканалу, а в 1975-1986 гг. также по 1-му и 2-му телеканалам «12/13 Эльзас» и «19/20 Эльзас» в бывшем регионе Эльзас;
- (Шампань-Арденны и Лотарингия)
  - в 1975-2010 гг. - местные тематические передачи по 3-му телеканалу в областях Шампань-Арденны и Лотарингия;
  - в 1975-2010 гг. информационные передачи по 3-му телеканалу, а в 1975-1986 гг. также по 1-му и 2-му телеканалам «12/13 Шампань-Арденн» и «19/20 Шампань-Арденн» в бывшем регионе Шампань-Ардены;
  - в 1975-2010 гг. информационные передачи по 3-му телеканалу, а в 1975-1986 гг. также по 1-му и 2-му телеканалам «12/13 Лорэн» и «19/20 Лорэн» в бывшем регионе Лотарингия;
- (Нор-па-де-Кале и Пикардия)
  - в 1975-2010 гг. - местные тематические передачи по 3-му телеканалу в областях Нор-па-де-Кале и Пикардия;
  - в 1975-2010 гг. информационные передачи по 3-му телеканалу, а в 1975-1986 гг. также по 1-му и 2-му телеканалам «12/13 Нор-па-де-Кале» и «19/20 Нор-па-де-Кале» в бывшем регионе Нор-па-де-Кале;
  - в 1975-2010 гг. информационные передачи по 3-му телеканалу, а в 1975-1986 гг. также по 1-му и 2-му телеканалам «12/13 Пикарди» и «19/20 Пикарди» в бывшем регионе Пикардия;
- (Аквитания)
  - в 1975-2010 гг. - местные тематические передачи по 3-му телеканалу в области Аквитания;
  - в 1975-2010 гг. информационные передачи по 3-му телеканалу, а в 1975-1986 гг. также по 1-му и 2-му телеканалам «12/13 Аквитэн» и «19/20 Аквитэн» в бывшем регионе Аквитания;
- (Лимузен и Пуату-Шаранта)
  - в 1975-2010 гг. - местные тематические передачи по 3-му телеканалу в областях Лимузен и Пуату-Шаранта;
  - в 1975-2010 гг. информационные передачи по 3-му телеканалу, а в 1975-1986 гг. также по 1-му и 2-му телеканалам «12/13 Лимузен» и «19/20 Лимузен» в бывшем регионе Лимузен;
  - в 1975-2010 гг. информационные передачи по 3-му телеканалу, а в 1975-1986 гг. также по 1-му и 2-му телеканалам «12/13 Пуату-Шарант» и «19/20 Пуату-Шарант» в бывшем регионе Пуату-Шаранта;
- (Юг-Пиринеи и Лангедок-Руссильон)
  - в 1975-2010 гг. - местные тематические передачи по 3-му телеканалу в областях Юг-Пиринеи и Лангедок-Руссильон
  - в 1975-2010 гг. информационные передачи по 3-му телеканалу, а в 1975-1986 гг. также по 1-му и 2-му телеканалам «12/13 Миди-Пиренее» и «19/20 Миди-Пиринеи» в бывшем регионе Юг-Пиринеи;
  - в 1975-2010 гг. информационные передачи по 3-му телеканалу, а в 1975-1986 гг. также по 1-му и 2-му телеканалам «12/13 Лангедок-Руссильон» и «19/20 Лангедок-Руссильон» в бывшем регионе Лангедок-Руссильон.
- (Гваделупа)
  - в 1975-1982 гг. вещание по 1-му телеканалу в Гваделупе (телеканал «ФР3 Гуаделуп» («FR3 Guadeloupe»));
- (Гвиана)
  - в 1975-1982 гг. вещание по 1-му телеканалу в Гвиане (телеканал «ФР3 Гвиан» («FR3 Guyane»));
- (Мартиника)
  - в 1975-1982 гг. вещание по 1-му телеканалу в Мартинике (телеканал «ФР3 Мартиник» («FR3 Martinique»));
- (Майотта)
  - в 1975-1982 гг. вещание по 1-му телеканалу в Майотте (телеканал «ФР3 Комор» («FR3 Comores»));
- (Новая Каледония)
  - в 1975-1982 гг. вещание по 1-му телеканалу в Новой Каледонии (телеканал «ФР3 Нувель-Каледони» («FR3 Nouvelle-Calédonie»));
- (Полинезия)
  - в 1975-1982 гг. вещание по 1-му телеканалу в Полинезии (телеканал «ФР3 Таити» («FR3 Tahiti»));
- (Реюньон)
  - в 1975-1982 гг. вещание по 1-му телеканалу в Реюньоне (телеканал «ФР3 Реюньон» («FR3 Réunion»));
- (Сен-Пьер-и-Микелон)
  - в 1975-1982 гг. вещание по 1-му телеканалу в Сен-Пьер-и-Микелоне (телеканал «ФР3 Сен-Пьер-и-Микелон» («FR3 Saint-Pierre et Miquelon»));

## Радиовещательная деятельность компании «Франс 3»
Компания вела:
- (бывшая область Эльзас)
  - в 1975-1982 гг. вещание по региональному радиоканалу «ФР3 Эльзас» (FR3 Alsace), звучавшему на средних и ультракоротких волнах в регионе Эльзас;
- (бывшая область Аквитания)
  - в 1975—1982 гг. вещание по региональному радиоканалу «ФР3 Радио Бордо» (FR3 Radio Bordeaux), звучавшему на средних волнах в регионе Аквитания и ультракоротких волнах в регионе Аквитания, кроме департамента Ло и Гаронна;
  - в 1975-1982 гг. вещание по региональному радиоканалу «ФР3 Радио Байонн», звучащему на средних волнах во всех коммунах восточной части департамента Атлантические Пиринеи и ультракоротких волнах в крупных её коммунах и их пригородах;
  - в 1975-1982 гг. местные передачи по программе «Франс Энтер Пари» в коммуне Бордо («Франс Энтер Бордо» («France Inter Bordeaux»)) с ретрансляцией в коммуне Аркашон;
  - в 1980—1982 гг. вещание по региональному радиоканалу «ФР3 Радио Беарн» (FR3 Radio Bearn), звучавшему на средних волнах во всех коммунах западной части департамента Атлантические Пиринеи и ультракоротких волнах в крупных её коммунах и их пригородах;
  - в 1982 г. вещание по региональному радиоканалу «ФР3 Радио Перигор» (FR3 Radio Périgord) в департаментах Дордонь и Ло и Гаронна, звучавшей на ультракоротких волнах в их крупных коммунах;
- (бывшие области Бургундия и Франш-Конте)
  - в 1975—1982 гг. вещание по региональному радиоканалу «ФР3 Радио Бургонь» (FR3 Radio Bourgogne), звучавшему на средних волнах в регионах Бургундия и Франш-Конте и ультракоротких волнах в регионе Бургундия;
  - в 1980-1982 гг. вещание по региональному радиоканалу «ФР3 Радио Франш-Конте» (FR3 Radio Franche-Comté), звучавшему на ультракоротких волнах в регионе Франш-Конте, с 1982 года - кроме департамента Бельфор;
  - в 1982 году вещание по региональному радиоканалу «ФР3 Радио Бельфор» (FR3 Radio Belfort), звучавшему на ультракоротких волнах в департаменте Бельфор;
- (области Бретань и Земли Луары)
  - в 1975—1982 гг. вещание по региональному радиоканалу «ФР3 Радио Арморик» (FR3 Radio Armorique), звучавшему на средних волнах в регионах Бретань и Земли Луары и ультракоротких волнах в регионе Бретань, в 1982 году кроме департамента Финистер;
  - в 1982 году вещание по региональному радиоканалу «ФР3 Радио Бретань Уэст» (FR3 Radio Bretagne Ouest), звучавшему на средних волнах во всех коммунах департамента Финистер и на ультракоротких волнах в крупных её коммунах;
  - в 1975-1982 гг. местные передачи по программе «Франс Энтер Пари» в коммуне Нант («Франс Энтер Луар-Атлантик» («France Inter Loire-Atlantique»)) с ретрансляцией в коммуне Сент-Назер;
- (бывшие области Лимузен и Пуату-Шаранта)
  - в 1975-1982 гг. вещание по региональному радиоканалу «ФР3 Радио Сентр-Уэст» (FR3 Radio Centre-Ouest), звучавшему на средних волнах и ультракоротких волнах в регионах Лимузен и Путу-Шаранта;
- (бывшие области Лотарингия и Шампань-Арденны)
  - в 1975-1982 гг. вещание по региональному радиоканалу «ФР3 Радио Нор-Эст» (FR3 Radio Nord-Est), звучавшему на средних волнах и ультракоротких волнах в регионах Лотарингия и Шампань-Арденны;
  - в 1975-1982 гг. местные передачи по программе «Франс Энтер Пари» в коммуне Реймс («Франс Энтер Реймс» («France Inter Reims»));
  - в 1975-1982 гг. местные передачи по программе «Франс Энтер Пари» в коммуне Нанси («Франс Энтер Лоррэн» («France Inter Lorraine»)) с ретрансляцией в коммунах Нанси, Мец, Форбак и Эпиналь;
- (бывшие области Нор-па-де-Кале и Пикардия)
  - в 1980—1982 гг. вещание по региональному радиоканалу «ФР3 Радио Нор» (FR3 Radio Nord), звучавшей на ультракоротких волнах в регионе Нор-па-де-Кале;
  - в 1980—1982 гг. вещание по региональному радиоканалу «ФР3 Радио Пикарди» (FR3 Radio Picardie), звучавшей на ультракоротких волнах в регионе Нор-па-де-Кале;
  - в 1975-1982 гг. местные передачи по программе «Франс Энтер Пари» в коммуне Лилль («Франс Энтер Лилль» («France Inter Lille»));
- (области Иль-де-Франс, Центр и бывшие области Верхняя Нормания и Нижняя Нормания)
  - в 1975—1982 гг. вещание по региональному радиоканалу «ФР3 Радио Норманди» (FR3 Radio-Normandie), звучавшем на ультракоротких волнах в регионах Верхняя Нормандия и Нижняя Нормандия;
  - в 1980—1982 гг. вещание по региональному радиоканалу «ФР3 Радио Сентр» (FR3 Radio Centre), звучавшем на ультракоротких волнах в регионе Центр, в 1982 году кроме департаментов Эндр и Шер;
  - в 1982 году вещание по региональному радиоканалу «ФР3 Радио Берри Сю» (FR Radio Berry Sud), звучавшем на ультракоротких волнах в департаментах Эндр и Шер;
- (области Прованс-Альпы-Лазурный берег и Корсика)
  - в 1975-1982 гг. местные передачи по программе «Франс Энтер Пари» в коммуне Марсель («Франс Энтер Марсель» («France Inter Marseille»));
  - в 1982 году вещание по региональному радиоканалу «ФР3 Радио Кот д’Ажур» (FR3 Radio Côte d’Azur), звучавшему на средних и ультракоротких волнах в департаменте Приморские Альпы;
  - в 1975-1982 гг. местные передачи по программе «Франс Энтер Пари» в коммуне Ницца («Франс Энтер Кот д'Азур» («France Inter Côte d'Azur»));
  - в 1982 году вещание по региональному радиоканалу «ФР3 Радио Воклюз» (FR3 Radio Vaucluse), звучавшему на ультракоротких волнах в департаменте Воклюз;
- (бывшие области Овернь и Рона-Альпы)
  - в 1975-1982 гг. местные передачи по программе «Франс Энтер Пари» в коммуне Лион («Франс Энтер Лион» («France Inter Lyon»));
  - в 1975—1982 гг. вещание по региональному радиоканалу «ФР3 Овернь Радио» (FR3 Auvergne Radio), звучавшему на средних волнах и ультракоротких волнах в регионе Овернь;
- (бывшие области Юг-Пиринеи и Лангедок-Руссильон)
  - в 1975-1982 гг. вещание по региональному радиоканалу «ФР3 Радио Тулуз Миди-Пиренее» («FR3 Radio Toulouse Midi-Pyrénées»), звучавшему на средних волнах в регионе Юг-Пиринеи и ультракоротких волнах в регионе Юг-Пиринеи;
  - в 1975-1982 гг. местные передачи по программе «Франс Энтер Пари» в коммуне Тулуза («Франс Энтер Тулуз» («France Inter Toulouse»))
  - в 1975-1982 гг. вещание по местному радиоканалу «ФР3 Радио Монпелье-Лангедок» («FR3 Radio Montpellier-Languedoc»), звучавшему на средних волнах в регионе Лангедок-Руссильон и ультракоротких волнах в департамент Эро;
  - в 1975-1982 гг. вещание по местному радиоканалу «ФР3 Радио Перпиньян-Руссильон» (FR3 Radio Perpignan Roussillon), звучавшему на ультракоротких волнах в департаментах Восточные Пиринеи и Од;
  - в 1975-1982 гг. вещание по местному радиоканалу «ФР3 Радио Ним» (FR3 Radio Nîmes), звучавшему на ультракоротких волнах в департаментах Гар и Лозер;
- (Гваделупа)
  - в 1975-1982 гг. вещание по радиоканалу «ФР3 Гуаделуп» («FR3 Guadeloupe»), звучавшему на средних и ультракоротких волнах в области Гваделупа;
- (Гвиана)
  - в 1975-1982 гг. вещание по радиоканалу «ФР3 Гвиан» («FR3 Guyane»), звучавшему на средних и ультракоротких волнах в области Гвиана;
- (Мартиника)
  - в 1975-1982 гг. вещание по радиоканалу «ФР3 Мартиник» («FR3 Martinique»), звучавшему на средних и ультракоротких волнах в области Мартиника;
- (Майотта)
  - в 1975-1982 гг. вещание по радиоканалу «ФР3 Комор» («FR3 Comores»), звучавшему на средних и ультракоротких волнах в области Майотта;
- (Новая Каледония)
  - в 1975-1982 гг. вещание по радиоканалу «ФР3 Нувель-Каледони» («FR3 Nouvelle-Calédonie»), звучавшему на средних и ультракоротких волнах в области Новая Каледония;
- (Полинезия)
  - в 1975-1982 гг. вещание по радиоканалу «ФР3 Таити» («FR3 Tahiti»), звучавшему на средних и ультракоротких волнах в области Полинезия;
- (Реюньон)
  - в 1975-1982 гг. вещание по радиоканалу «ФР3 Реюньон» («FR3 Réunion»), звучавшему на средних и ультракоротких волнах в области Реюньон;
- (Сен-Пьер-и-Микелон)
  - в 1975-1982 гг. вещание по радиоканалу «ФР3 Сен-Пьер-и-Микелон» («FR3 Saint-Pierre et Miquelon»), звучавшему на средних и ультракоротких волнах в области Сен-Пьер-и-Микелон;
- (Уолис-и-Фортуна)
  - в 1979-1982 гг. вещание по радиоканалу «ФР3 Уолис-и-Фортуна» (FR3 Wallis et Futuna), звучавшему на средних и ультракоротких волнах в области Уоллис-и-Фортуна.

## Владельцы компании «Франс 3»
Владельцами телекомпании являлись:
- в 1975-2000 гг. - Министерство национальной экономики Франции
- в 2000-2010 гг. - анонимное общество «Франс Телевизьон»

## Руководство компании «Франс 3»
Руководство компанией «Франс 2» в 1975-2010 гг. осуществляли:
- административный совет, назначавшийся Президентом Республики по предложению Правительства, Высшим советом аудиовизуала, Сенатом, Национальным Собранием и трудовым коллективом
- президент компании с полномочиями генерального директора (с 1989 года общий с компанией «Антенн 2»), который в 1975-1982 гг. назначался Президентом Республики по предложению Правительства, в 1982-2000 гг. - Высшим советом аудиовизуала, а с 2000 года им по должности являлся президент «Франс Телевизьон». Президенту компании были подчинены генеральный директор и директор антенны

## Подразделения компании «Франс 3»
- (1975-1992)
  - Единица информации
  - Единица спорта
  - Единица программ
  - Единица потока
  - Молодёжная единица
- (1992-2010)
  - Единица редакции
  - Единица программ
  - Цифровая единица;
  - Единица коммуникаций;

## Филиалы «Франс 3»
- «Франс 3 Эльзас» («France 3 Alsace») — филиал компании в бывшем регионе Эльзас, до 1992 года назывался «ФР3 Эльзас» (FR3 Alsace), был расположен в Страсбурге;
- «Франс 3 Аквитэн» («France 3 Aquitaine») — филиал компании в бывшем регионе Аквитания, до 1992 года назывался «ФР3 Аквитен» (FR3 Aquitaine), был расположен в Бордо;
- «Франс 3 Бургонь-Франш-Конте» («France 3 Bourgogne Franche-Comté») — филиал компании в бывших регионах Бургундия и Франш-Конте, до 1992 года назывался «ФР3 Бургонь Франш-Конте» (FR3 Bourgogne Franche-Comté), был расположен в Дижоне;
- «Франс 3 Уэст» («France 3 Ouest») — филиал компании в регионах Бретань и Земли Луары, до 1992 года назывался «ФР3 Бретань Па-де-Луар» (FR3 Bretagne Pays-de-Loire), был расположен в Ренне;
- «Франс 3 Лимузен-Пуату-Шаранта» («France 3 Limousin Poitou-Charentes») — филиал компании в бывших регионах Лимузен и Пуату-Шаранта, до 1992 года назывался «ФР3 Лимузен Пуату-Шаранте» (FR3 Limousin Poitou-Charentes) был расположен в Лиможе;
- «Франс 3 Лоррэн Шампань-Арден» («France 3 Lorraine Champagne-Ardenne») — филиал компании в бывших регионах Лотарингия и Шампань-Арденны, до 1992 года назывался «ФР3 Лоррэн Шампань-Арден» (FR3 Lorraine Champagne-Ardenne), был расположен в Нанси;
- «Франс 3 Нор-па-де-Кале-Пикарди» («France 3 Nord-Pas-de-Calais Picardie») — филиал компании в бывших регионах Нор-па-де-Кале и Пикардия, до 1992 года назывался «ФР3 Нор-Пикарди» (FR3 Nord-Picardie), был расположен в Лилле;
- «Франс 3 Пари-Иль-де-Франс Сентр» («France 3 Île-de-France Centre ») - филиал компании в бывших регионах Иль-де-Франс и Центр, до 1992 года назывался «ФР3 Пари Иль-де-Франс Сентр Норманди» (FR3 Paris Île-de-France Centre Normandie), был расположен в Ванве;
- «Франс 3 Норманди» (France 3 Normandie) - филиал компании в бывших регионах Верхняя Нормандия и Нижняя Нормандия, до 1992 года назывался «ФР3 Норманди» («FR3 Normandie»), был расположен в Руане;
- «Франс 3 Медиатерранэ» («France 3 Méditerranée») — филиал компании в регионах Прованс-Альпы-Лазурный Берег и Корсика, до 1992 года назывался «ФР3 Прованс-Альпэ Кот д’Ажур Корс» (FR3 Provence-Alpes Côte d’Azur Corse), расположен в Марселе;
- «Франс 3 Рон-Альп Овернь» («France 3 Rhône-Alpes Auvergne») — филиал компании в регионе Рона-Альпы и Овернь, до 1992 года называлась «ФР3 Рон-Альпэ Овернь» (FR3 Rhône-Alpes Auvergne), расположен в Лионе;
- «Франс 3 Сю» (France 3 Sud) — филиал компании в регионах Юг-Пиринеи и Лангедок-Руссильон, до 1992 года называлась «ФР3 Сю» (FR3 Sud), расположена в Тулузе;
- в 1975-1982 гг. — «ФР3 Гуаделуп» (FR3-Guadeloupe) - филиал компании в заморском департаменте Гваделупа;
- в 1975-1982 гг. — «ФР3 Гуайан» (FR3-Guyane) - филиал компании в заморском департаменте Гвиане;
- в 1975-1982 гг. — «ФР3 Мартиник» (FR3-Martinique) - филиал компании в заморском департаменте Мартиника;
- в 1975-1982 гг. — «ФР3 Нувелль-Каледони» (FR3-Nouvelle-Calédonie) - филиал компании в заморской территории Новая Каледония;
- в 1975-1982 гг. — «ФР3 Реюньон» (FR3-Réunion) - филиал компании в заморском департаменте Реюньон;
- в 1975-1982 гг. — «ФР3 Сент-Пьер э Микелон» (FR3-Saint-Pierre et Miquelon) - филиал компании в заморской территории Сен-Пьер и Микелон
- в 1975-1982 гг. — «ФР3 Таити» (FR3-Tahiti) - филиал компании в заморской территории Полинезия.

## Членство компании «Франс 3»
Компания являлась:
- в 1975-2010 гг. членом Европейского радиовещательного союза и участвовала в песенном конкурсе «Евровидение» в 1998-2010 гг. и ретранслировало его во Франции;
- в 1975-2010 гг. членом ассоциации «Сообщество франкоязычного телевидения» (Communauté des télévisions francophones).

## Активы компании «Франс 3»
Компании принадлежали:
- рекламное агентство «Аспас 3 Публисите» в 1988-2010 гг. осуществляло продажу её рекламного времени, являлась совладельцем компании «Франс Аспас», с 1989 года имевшая общего генерального директора[1] с компанией «Антенн 2 Публисите».
- кинокомпания «Франс 3 Синема»
- В 1984-2010 гг. часть капитала телекомпании «ТВ5 Монд» (TV5 Monde), осуществлявшее вещание по одноимённому телеканалу;
- В 1986-2010 гг.  часть капитала телекомпании «Арте Франс»;
- с 11 мая 1998 года часть капитала телекомпании «Шэн Регион» (Chaîne Régions), вещавшей до 2 февраля 2003 года по одноимённому кабельно-спутниковому телеканалу;
- в 1989-2010 гг. часть капитала компании «Франс Дистрибюсьон» осуществлявшая издание производившихся по заказу телекомпании телефильмов, телесериалов, мультфильмов, мультсериалов и телешоу на видеокассетах, лицензирование издания произведений по их мотивами и производства сопутствующей продукции.
- (Эльзас)
  - Телецентр (до 1983 года - радиотелецентр) в Страсбурге
- (Нор-па-де-Кале и Пикардия)
  - Телецентр (до 1983 года - радиотелецентр) в Лилле
  - Участок телецентр (до 1983 года - радиотелецентра) в Амьене
- (Верхняя Нормандия и Нижняя Нормандия)
  - Телецентр (до 1983 года - радиотелецентр) в Руане
  - Участок телецентр (до 1983 года - радиотелецентра) в Кане
- (Иль-де-Франс и Центр)
  - Программный телецентр телеканала в Париже, бульвар Анри де Франс, 7.
  - Телецентр в Ванве
  - Участок телецентра (до 1983 года - радиотелецентра) в Орлеане
  - Участок радиотелецентра в Шатору
- (Бретань и Земли Луары)
  - Телецентр (до 1983 года - радиотелецентр) в Ренне
  - Участок телецентра (до 1983 года - радиотелецентра) в Нанте
  - Участок радиотелецентра в Ле-Мане
  - Участок радиотелецентра в Кемпере
- (Лимузен и Пуатье)
  - Телецентр (до 1983 года - радиотелецентр) в Лимузене
  - Участок телецентра (до 1983 года - радиотелецентра) в Пуатье
- (Аквитания)
  - Телецентр (до 1983 года - радиотелецентр) в Бордо
  - Участок радиотелецентра в Перигё
- (Юг-Пиринеи и Лангедок-Руссильон)
  - Телецентр (до 1983 года - радиотелецентр) в Тулузе
  - Участок телецентра (до 1983 года - радиотелецентра) в Монпелье
  - Участок радиотелецентра Ниме
  - Участок радиотелецентра Перпиньяне
- (Прованс-Альпы-Лазурный Берег и Корсика)
  - Телецентр (до 1983 года - радиотелецентр) в Марселе
  - Участок телецентра в Антибе (пригород Ниццы)
  - Участок телецентра в Аяччо
- (Рона-Альпы и Овернь)
  - Телецентр (до 1983 года - радиотелецентр) в Лионе
  - Участок телевентра в Ла-Тронше (пригород Гренобля)
  - Участок телецентра (до 1983 года - радиотелецентра) в Шамальере (пригород Клермон-Феррана)
  - Участок радиотелецентр в Авиньоне
- (Бургундия и Франш-Конте)
  - Телецентр (до 1983 года - радиотелецентр) в Дижоне;
  - Участок телецентра (до 1983 года - радиотелецентра) в Безансоне;
  - Участок радиотелецентра в Бельфоре;
- (Лотарингия и Шампань-Арденны)
  - Телецентр (до 1983 года - радиотелецентр) в Нанси;
  - Участок телецентра в Реймсе;

## Финансирование телекомпании «Франс 3»
Телекомпания финансировалась Министерством финансов  экономики и Франции преимущественно от средств от сбора абонемента (Redevance audiovisuelle) со всех владельцев радиоприёмников и телевизоров, в меньшей степени - за счёт продажи рекламного времени, продажи прав на разовый показ фильмов, телефильмов и телесериалов телекомпании другим телеорганизациям, продажи прав на создание по их мотивам других художественных произведений (новеллизаций, приквелов, сиквелов, римейков, видеоигр, комиксных адаптаций) и сопутствующей продукции (игрушек, одежды с изображением персонажей и т. д.), и их продажи населению на видеоносителях для индивидуального просмотра.

## Передачи
- «12/13» (букв. «12.13») — информационная программа «Франс 3» с 12.00 до 12.50, состоит из региональных выпусков с 12.00 до 12.25 подготавливаемого региональными редакциями «Франс Телевизьон» и национального выпуска с 12.25 до 12.50 подготавливаемого национальной редакцией «Франс 3», выпускается с 1986 года;
- «19/20» (букв. «19.20») — информационная программа «Франс 3» с 19.00 до 19.55, состоит из региональных выпусков с 19.00 до 19.30 подготавливаемого региональными редакциями «Франс Телевизьон» и национального выпуска с 19.30 до 19.50 подготавливаемого национальной редакцией «Франс 3», выпускается с 1990 года
- «Суар 3» («Soir 3») - информационная программа «Франс 3» в 1975-2019 гг. с 22.30 до 22.50, в 1975-1978 гг. называлась «ФР3 Актуалите» («FR3 Actualités»);
- премьеры и повторы выпусков тележурналов, премьеры и повторы документальных телефильмов и документальных телесериалов, таких как Карта сокровищ, По городам и весям, Thallassa;
- Премьеры и повторы выпусков телешоу;
- Премьеры и повторы телефильмов и эпизодов телесериалов, в большей степени (до 2010 года - в меньшей степени) - иностранных, в немного меньшей степени (до 2010 года - в большей степени) снятых по заказу самого «Франс Телевизьон»;
- Телевизионные премьеры и повторы фильмов, как снятых при участии кинокомпании «Франс 3 Синема», так и прочих французских и иностранных фильмов;
- Реклама в частично ограниченном количестве (доходы от рекламы не могли превышать 25% всего финансирования учреждения), с 2010 года - в сильно ограниченном количестве (реклама отсутствовала в вечерних передачах).